# Neocalyptis krzeminskii
Neocalyptis krzeminskii Razowski, 1989 è una falena appartenente alla famiglia Tortricidae, endemica del Vietnam.